# Republica Populară Democrată a Yemenului
Republica Populară Democrată a Yemenului (pronunție românească: /ˈjɛmen/; în arabă: اليَمَن al-Yaman), oficial Republica Yemen (arabă: الجمهورية اليمنية al-Jumhuuriyya al-Yamaniyya) a fost o țară în Orientul Mijlociu situată în Peninsula Arabică din sud-vestul Asiei. Cu o populație de circa 2.345.266 locuitori în 1988, Yemenul de sud a fost mărginit de Yemenul de Nord și Arabia Saudită la nord, Marea Roșie la vest, Marea Arabă și Golful Aden la sud, și Oman la est. Teritoriul Yemenului include peste 200 insule, cea mai mare fiind Socotra, la aproximativ 415 km la sudul Yemenului, lângă coasta Somaliei.
Unificarea Yemenului de Nord și Yemenului de Sud a avut loc în data de 22 mai 1990, formând Republica Yemen.